# The Vandals
The Vandals (англ. Вандали) — американський рок-гурт, був створений в 1980 році в Хантінгтон-Біч, штат Каліфорнія. The Vandals випустили десять студійних альбомів, два концертних альбоми та широко гастролювали по всьому світі, в тому числі виступали на Vans Warped Tour. Вони добре відомі за використання гумору, воліючи використовувати музику як засіб розваги та сарказму, а не для порушення серйозних питань. Нині вони є клієнтами студії звукозапису Kung Fu Records.

## Історія
Гурт був створений в 1980 році в Хантінгтон-Біч, штат Каліфорнія вокалістом Стівеном Рональдом «Стіво» Дженсеном та гітаристом Яном Нільсом. Після цього в гурті з'явились два нових учасники — басист Стів «Human» Пфотер та барабанщик Джо Ескаланте. Гурт швидко отримав хорошу репутацію в Лос-Анджелесі та Orange County, панк-рок спільноті, яка включає такі гурти, як Bad Religion, Black Flag, TSOL, X, Social Distortion тощо. The Vandals відрізнялись від інших панк-гуртів, виконуючи пісні на гумористичну тематику, а не на соціально-політичні проблеми.
В 1982 році гурт підписав контракт з Epitaph Records.
В 1984 році гурт знявся в фільмі «Передмістя» за запрошенням режисера Пенелопи Сфіріс, яка також зняла фільм «Занепад західної цивілізації». Вони також зіграли благодійний концерт для коледжу Cypress. У той момент гурт отримав велику кількість насмішок на свою адресу від інших панк-гуртів.

## Перший альбом
Пфотер покинув гурт в 1984 році та був замінений на бас-гітариста Брента Тернера. Після цього The Vandals почали працювати над першим альбомом When in Rome Do as the Vandals. В 1987 році група з'явилась в іншому фільмі Пенелопи Сфіріс, «Чуваки».

## Nitro Records
До 1995 року панк-рок отримав загальне визнання в основному після успішних альбомів Offspring, Green Day, та The Vandals підписали контракт з Nitro Records. Вони випустили альбом «Live Fast», після чого вирушила у турне в підтримку свого альбому по США та країнам Європи. Альбом отримав додаткову популярність завдяки епізоду популярного телевізійного шоу The X-Files, в якому актор Джованні Рібізі зіграв персонажа, який носить футболки з надписом The Vandals та слухав їх музику.
У 1998 році гурт випустила черговий альбом «Hitler Bad, Vandals Good», їх найбільш популярний альбом. Гурт продовжив гастролювати, в том числі вони попадали на Vans Warped Tour.

## Перехід на Kung Fu Records
Наприкінці 2000 року гурт розірвав свій контракт з Nitro Records, та перейшов на свій власний лейбл Kung Fu Records, перший альбом в
Kung Fu Records називався Internet Dating Superstuds, та вийшов у 2002 році.

## Дискографія
- When in Rome Do as the Vandals — (1984)
- Slippery When Ill — (1989)
- Fear of a Punk Planet — (1990)
- Live Fast, Diarrhea — (1995)
- The Quickening — (1996)
- Oi to the World! — (1996)
- Hitler Bad, Vandals Good — (1998)
- Look What I Almost Stepped In… — (2000)
- Internet Dating Superstuds — (2002)
- Hollywood Potato Chip — (2004)

## Склад гурту
- Дейв Куокенбуш — вокал
- Воррен Фіцджеральд — гітара, бек-вокал
- Джо Ескаланте — бас-гітара, бек-вокал
- Джош Фріз — ударні

## Колишні учасники
- Стівен Рональд Дженсон — вокал (1980—1985)
- Яан Нільс Аккерман — гітара (1980—1989)
- Стів Пфоутер — бас-гітара (1980—1984)
- Брент Тернер — бас-гітара (1984)
- Чальмер Лумері — бас-гітара (1984—1985)
- Роббі Еллен — бас-гітара (1985—1989)
- Даг МакКіннон — ударні (1988—1989)

## Сесійні ударники
- Брукс Уоккерман (Suicidal Tendencies, Infectious Grooves, Bad Religion)
- Едріан Янг (No Doubt)
- Байрон МакМэкин (Pennywise)
- Дерек Грант (The Suicide Machines, Alkaline Trio)
- Уильям Смит (Guttermouth, Bullets and Octane, Black President)
- Дамон де Ла Пас (Fenix TX, 30 Foot Fall)
- Стів Джокс (Sum 41)
- Кіану Рівз (також грав на бас-гітарі в 1993)